# Alex Rider : Stormbreaker
Pour les articles homonymes, voir Stormbreaker.
Pour plus de détails, voir Fiche technique et Distribution.
Alex Rider : Stormbreaker (Stormbreaker), est un film d'espionnage américain adapté du roman homonyme de la série des aventures d'Alex Rider d'Anthony Horowitz sorti en 2006.

## Résumé
Alex Rider est un garçon de 14 ans vivant avec son oncle Ian Rider, et sa gouvernante, Jack Starbright. À la mort de son oncle, il apprend que ce dernier était un espion du MI6 et non un banquier. Le MI6 recrute le jeune garçon afin qu'il aille en remplacement sur l'opération de son oncle.
Synopsis complet
Alex Rider est un orphelin de 14 ans qui vit avec son oncle Ian Rider et leur gouvernante Jack Starbright. Ian est censé être directeur de banque et, au grand regret d'Alex, il est souvent loin de chez lui. Un jour, on apprend à Alex qu'Ian est mort dans un accident de voiture, mais il découvre rapidement que son oncle était en fait un espion travaillant pour le MI6 et qu'il a été assassiné.
Il est ensuite recruté par les anciens employeurs d'Ian, Alan Blunt et Mme Jones de la Division des opérations spéciales du MI6, qui expliquent à Alex qu'Ian l'a formé comme espion. Alex refuse d'abord de coopérer mais accepte quand ils menacent de bloquer le renouvellement du visa de Jack et de la faire expulser. Alex est ensuite envoyé dans un camp d'entraînement militaire dans les Brecon Beacons, le siège du Special Air Service britannique. Au début, ses camarades stagiaires le méprisent en raison de son âge, mais il gagne bientôt leur respect grâce aux compétences acquises lors de sa formation involontaire.
Il se lance dans sa première mission, aidé par des gadgets de Smithers. Le milliardaire Darrius Sayle fait don de systèmes informatiques puissants gratuits nommés Stormbreaker à toutes les écoles d'Angleterre. Le MI6 se méfie de ses plans apparemment généreux et envoie Alex sous couverture en tant que gagnant d'un concours pour enquêter. Là, il rencontre Sayle lui-même et ses deux complices, M. Grin et Nadia Vole, et on lui montre l'ordinateur Stormbreaker en action. Plus tard, alors qu'Alex dîne avec Sayle, Vole vole son téléphone et suit la trace de la carte SIM jusqu'à son domicile à Chelsea. Elle s'y rend et découvre la véritable identité d'Alex ; là-bas, elle est perturbée par Jack et se bat par conséquent. Malgré son surclassement, Jack gagne avec l'aide d'un poisson-globe, laissant Nadia fuir la scène. Cette nuit-là, Alex se faufile par la fenêtre de sa chambre pour observer une livraison nocturne de mystérieux conteneurs dans le repaire de Sayle.
Le lendemain, Alex se retrouve en difficulté lorsque sa couverture est dévoilée. Après avoir tenté de s'échapper de l'installation, il est capturé et Sayle explique ses véritables raisons derrière Stormbreaker : chaque système contient une souche modifiée du virus de la variole qui, une fois activée dans la version Stormbreaker, tuera tous les écoliers du pays. Sayle laisse Alex attaché et part pour le Musée des Sciences de Londres. Nadia laisse Alex dans un réservoir d'eau pour être tué par une physicienne portugaise géante, mais il s'échappe en utilisant la crème désintégratrice de métal fournie par Smithers. Nadia est maîtrisée lorsqu'elle est touchée par la méduse, ce qui fait éclater le réservoir dans le processus. Alex monte ensuite à bord d'un hélicoptère Mil Mi-8 piloté par M. Grin, utilisant une flèche de pentothal de sodium pour obtenir l'obéissance de M. Grin. Alex saute en parachute de l'hélicoptère et atterrit juste au moment où le Premier ministre est sur le point d'appuyer sur le bouton qui activera les ordinateurs. Alex utilise un fusil pour tirer sur le podium, ce qui détruit le bouton et ruine le plan de Sayle.
Furieux, Sayle part pour exécuter son plan de secours, et Alex, avec l'aide de son amie d'école Sabina Pleasure, poursuit Sayle dans les rues de Londres à cheval. Cinquante étages plus haut sur l'un des gratte-ciel de Sayle, Alex le rejoint et débranche son émetteur de secours. Sayle le poursuit sur le toit et pousse Alex et Sabina hors du toit, les laissant suspendus par un câble délogé. De manière inattendue, Yassen arrive en hélicoptère et tire sur Sayle (de la même manière qu'il a fait sur Ian) avant de sauver Alex. Yassen dit alors à Alex que Sayle était devenu une honte pour ses employeurs, et qu'Alex devrait l'oublier, mais Alex refuse en disant que le meurtre de son oncle signifie qu'ils sont toujours ennemis.
Alex retourne à l'école ; lui et Sabina parlent de ce qui s'est passé et il dit que cela n'arrivera plus jamais. Le film se termine avec quelqu'un qui observe Alex à distance. Il le remarque et se rend compte que ce n'est pas la fin.

## Fiche technique
- Titre : Alex Rider : Stormbreaker
- Titre québécois : Stormbreaker : Les Aventures d'Alex Rider
- Titre original : Stormbreaker
- Réalisation : Geoffrey Sax
- Scénario : Anthony Horowitz, d'après son livre Stormbreaker
- Décors : Richy Eyres et Lee Gordon (en)
- Costumes : John Bloomfield
- Photographie : Chris Seager
- Montage : Andrew MacRitchie
- Musique : Alan Parker
- Production : Steve Christian, Andreas Grosch, Marc Samuelson (en) et Peter Samuelson (en)
- Société de production : Samuelsons Productions, Isle of Man Film (en), The Weinstein Company, VIP 4 Medienfonds, Rising Star Entertainment et Moving Pictures
- Sociétés de distribution : 
  -  Royaume-Uni : Entertainment One
  -  États-Unis : The Weinstein Company
  -  France : Metropolitan FilmExport
- Pays d'origine :  États-Unis,  Royaume-Uni,  Allemagne
- Langue : Anglais
- Budget : 40 000 000 $
- Format : Couleur - 35 mm - Dolby Digital DTS - 2.35 : 1 Cinémascope
- Genre : Espionnage, comédie, aventure
- Durée : 93 minutes
- Dates de sortie : 
  -  Royaume-Uni : 21 juillet 2006
  -  France : 25 octobre 2006

## Distribution
| Personnage          | Acteur                                                           |
| ------------------- | ---------------------------------------------------------------- |
| Alex Rider          | Alex Pettyfer (VF : Maël Davan-Soulas - VQ : Philippe Martin)    |
| Herod Sayle         | Mickey Rourke (VF : Michel Vigné - VQ : Benoit Rousseau)         |
| Mrs. Tulip Jones    | Sophie Okonedo (VF : Françoise Cadol - VQ : Nathalie Coupal)     |
| Jack Starbright     | Alicia Silverstone (VF : Claire Guyot - VQ : Aline Pinsonneault) |
| Alan Blunt          | Bill Nighy (VF : Georges Claisse - VQ : Jacques Lavallée)        |
| Yassen Gregorovitch | Damian Lewis (VF : Igor De Savitch - VQ : Gilbert Lachance)      |
| Smithers            | Stephen Fry (VF : Sylvain Lemarié - VQ : Mario Desmarais)        |
| Sabina Pleasure     | Sarah Bolger (VQ : Charlotte Mondoux)                            |
| M. Grin             | Andy Serkis                                                      |
| Nadia Rami          | Missi Pyle (VF : Déborah Perret - VQ : Isabelle Leyrolles)       |
| Wolf                | Ashley Walters (VF : Stéphane Pouplard - VQ : Daniel Roy)        |
| Charlie             | Samuel Rees                                                      |
| Ian Rider           | Ewan McGregor (VF : Bruno Choel - VQ : François Godin)           |
| Premier Ministre    | Robbie Coltrane (VF : Thierry Murzeau)                           |

## Accueil critique
Les critiques du film sont très négatives, sur le site Allociné[source insuffisante] la presse lui donne une note de 2,2/5 pour 14 critiques et les spectateurs 2,3/5 pour 1 862 notes dont 202 critiques. 
Sur le site IMBd  il a obtenu une moyenne de 5,1/10 pour une moyenne de 18 793 utilisateurs.
Enfin sur Métacritic[source insuffisante], il obtient le metascore de 42/100 basées sur 20 critiques et de 4,8/10 par les utilisateurs basés sur 32 utilisateurs.

## Box-Office
En France, le film commence sa première semaine avec 173 072 entrées, à Paris, on enregistre 73 900 entrées. Finalement, le box-office français enregistre 305 884 entrées. 
Aux États-Unis, pour sa première semaine, le film rapporte 215 177 $, en tout, aux États-Unis, le film rapportera 677 646 $.
Dans le reste du monde, le film rapportera 23 260 224 $, au total, le film rapporte 23 937 870 $.

## Fidélité
On observe quelques différences avec le roman : si la trame générale est la même, on note des différences dans les noms de personnages, Herod Sayle dans le livre est prénommé Darius dans le film ou Kevin Blake qui, dans le livre, se nomme Félix Lester. De même, la scène finale a été rajoutée dans le film, et Alex ne fait la connaissance de Sabina Pleasure que dans le tome 3.